# Yeh Mera Dil
Yeh Mera Dil è un singolo della cantante indiana Asha Bhosle, pubblicato nel 1978.

## Descrizione
Il brano è stato prodotto da Kalyandji-Anandji e scritto da Indevaar.
Un campionamento del brano è stato usato nel singolo Don't Phunk with My Heart di Black Eyed Peas del 2005.
Il brano è la colonna sonora del film di Bollywood Don del 1978.

## Versione di Sunidhi Chauhan
Nel 2006 è stata realizzata una cover in lingua hindi con il titolo omonimo per il film Don - The Chase Begins Again.